# Cova da Junça (Vila do Corvo)
A Cova da Junça (Vila do Corvo) é uma cova de guardar cereal (também conhecidas por «covas de pão») construída no século XVII e localizado dentro da cerca da Delegação Marítima de Vila do Corvo, no Largo do Porto da Casa, ilha do Corvo, arquipélago dos Açores.

## Descrição
Trata-se de uma edificação protegida pela Resolução n.º 69/97, de 10 de Abril, do Governo Regional dos Açores cuja data de construção recua ao século XVII e século XVIII e faz parte do Inventário do Património Histórico e Religioso da ilha do Corvo.
Esta construção apresenta-se como um silo subterrâneo, escavado no subsolo com forma de ânfora ou de talhão. Não apresenta uma grande dimensão. É bastante raro, no entanto silos deste tipo no arquipélago dos Açores. Era usado em tempos idos com o objectivo de guardar e esconder os cereais. Não só como forma de os conservar, mas também porque ao esconde-los debaixo da terra ficavam fora da vista dos piratas e corsários que assolavam a costa das ilhas com frequência e também dos dobradores dos impostos do rei.
O caminho de acesso a este silo é feito por uma estreita abertura na parte superior, hoje integrada no pavimento do logradouro da Delegação Marítima.
Esta Cova da Junça foi parcialmente destruída aquando da abertura de uma estrada, apresentando um corte longitudinal que veio permitir visualizar o seu aspecto interior.